# Тавакони
Тавакони — индейское племя в США. По этнокультурной классификации относится к индейцам южных равнин. Проживали на территории современных штатов Оклахома и Техас. В настоящее время входит в народ уичита, федерально признанное племя.

## Название
Название племени происходит от та-ва-ко-ни, что переводится как «Речной изгиб среди красных песчаных холмов». В ранних исторических документах они были известны также как тоуакара, таваккаро или товоккаро. Некоторые французские исследователи называли их «Три трости» или труаканн.

## История
В начале XVIII века тавакони жили в деревнях на территории современных штатов Оклахома и Техас. В своей экспедиции 1719 года французский исследователь Жан-Батист Бенар де ла Арп обнаружил их деревню на территории современного округа Маскоги. Он сообщал, что тавакони выращивают кукурузу и табак. Де ла Арп заключил мирный договор между тавакони, восемью другими индейскими племенами и французским правительством. В конце XVIII века нападения осейджей вынудили племя переселиться южнее, на территорию Техаса.
В Техасе тавакони были тесно связаны с племенем вако, и иногда их даже принимали за единый народ. Основными их врагами были команчи, осейджи и липан-апачи, но к концу XVIII века тавакони и команчи заключили мир. С хасинай, тонкава, бидаями и кэддо тавакони обычно были в мире. До 1770 года они были дружественны французам, но враждебны испанцам. В 1753 году объединились с хасинай, чтобы изгнать испанцев из восточного Техаса. Когда испанцы основали миссию для липанов, враждебность тавакони к ним ещё более возросла, и они присоединились к другим племенам для уничтожении миссии. В 1772 году вождь тавакони Квискат отправился в Сан-Антонио, чтобы попытаться заключить мир с испанцами, но вскоре вооружённые столкновения между ними возобновилась. В 1796 году представители племени посетили Мехико с просьбой основать среди них миссию, но испанцы отказали им. Приблизительно в 1820 году тавакони снова возобновили нападения, но 23 апреля 1821 года губернатору Мартинесу, благодаря посредничеству вождя племени кэдохадачо, удалось заключить новый мирный договор с вождями племени Дакиарике и Такареуе.
Отношения тавакони с англо-американцами до середины XIX века были враждебными, но болезни и войны резко сократили их численность и сопротивляться вторжению белых на их земли они уже не могли. Техасская республика вытеснила тавакони и другие племена из Центрального Техаса. Тавакони смогли убедить тавехашей и вако подписать мирный договор с правительством Соединённых Штатов, который стал первым договором, подписанным между индейцами Великих равнин и США. В 1835 году они подписали договор с Соединенными Штатами в Кэмп-Холмсе. Это был первый раз, когда они были включены в состав народа уичита, практика, которая продолжалась в последующих договорах, подписанных в 1837 и 1846 годах.
В 1853 году индейская резервация была основана в верховьях реки Бразос в Техасе, но белые поселенцы заняли индейские земли и вытеснили племена из резервации. В августе 1859 года 258 тавакони были вынуждены переселиться на Индейскую территорию. Вместе с тавехашами, вако, кэддо, кичай, надако, и хайнай они поселились в резервации в 1872 году, которая располагалась между реками Канейдиан-Ривер и Уошито. В 1894 году было зарегистрировано 126 тавакони.
С 1997 года правительство США официально признаёт народ «Уичита и союзные племена» (англ. Wichita and Affiliated Tribes) — союз тавехашей, кичай, вако и тавакони, называвшийся прежде просто уичита. В 2010 году общая численность уичита составила 1637 человек.